# San Giorgio a Cremano
San Giorgio a Cremano je italské město v oblasti Kampánie, ležící na předměstí Neapole. Město se nachází na úpatí Vesuvu.

## Historie
V roce 993 zde vystavěli obyvatelé oblasti kapli zasvěcenou svatému Jiří, aby je ochráňoval před erupcemi Vesuvu. Místo, na němž byla kaple postaven, dostalo jméno San Georgii ad Crematum. Následnými erupcemi byla však kaple a poblíž stojící kostel zničeny.

## Vývoj počtu obyvatel
Počet obyvatel

## Osobnosti města
- Massimo Troisi (1953 – 1994), herec, scenárista, režisér a básník